# Uppskjutet
Uppskjutet var en åkattraktion av i nöjesparken Liseberg i Göteborg. Attraktionen liknade fritt fall, men istället för att hissas upp och sedan släppas ner sköts passagerarna uppåt från början.

## Åkturen
Åkattraktionens torn var 54,9 meter högt. Tolv personer, tre på varje sida, satt i stolar med benen fritt hängande. Åkturen började med ett tryckluftsuppskjut i 75 kilometer i timmen till 42,7 meters höjd. När passagerarkorgen lämnade plattformen utsattes de åkande för 4G (fyra gånger sin egen vikt). Sedan släpptes vagnen ner, vilket gav tyngdlöshet, innan den bromsades in.

## Historia
År 1996 skulle berg- och dalbanan Hangover har premiär på Liseberg. På grund av tekniska problem fick premiären skjutas upp till året därpå. Liseberg beställde därför in en ny attraktion av typen "Space Shot" från den amerikanska tillverkaren S&S Sports Power Inc. som hade premiär 1996, istället för Hangover. Första året stod texten "Space Shot" längst upp på tornet.
Inför premiären fraktades attraktionen från USA på rekordtid. Bland annat chartrades en jumbojet för transporten över Atlanten. Själva monteringen av attraktionen tog sex dagar.
År 1998 installerades kameror som fotograferade de åkande under uppskjutningen. Efter åkturen kunde dessa fotografier köpas i en kiosk bredvid attraktionen. Denna kiosk fick namnet "Knäpp upp".
Efter sommarsäsongen 2015 stängde och demonterades Uppskjutet, tillsammans med Höjdskräcken och Pariserhjulet.

## Namnet
Attraktionens namn kommer dels från att passagerarna skjuts upp i början av färden, dels från att attraktionen installerades på Liseberg på grund av att Hangovers premiär blev uppskjuten.

## Bilder

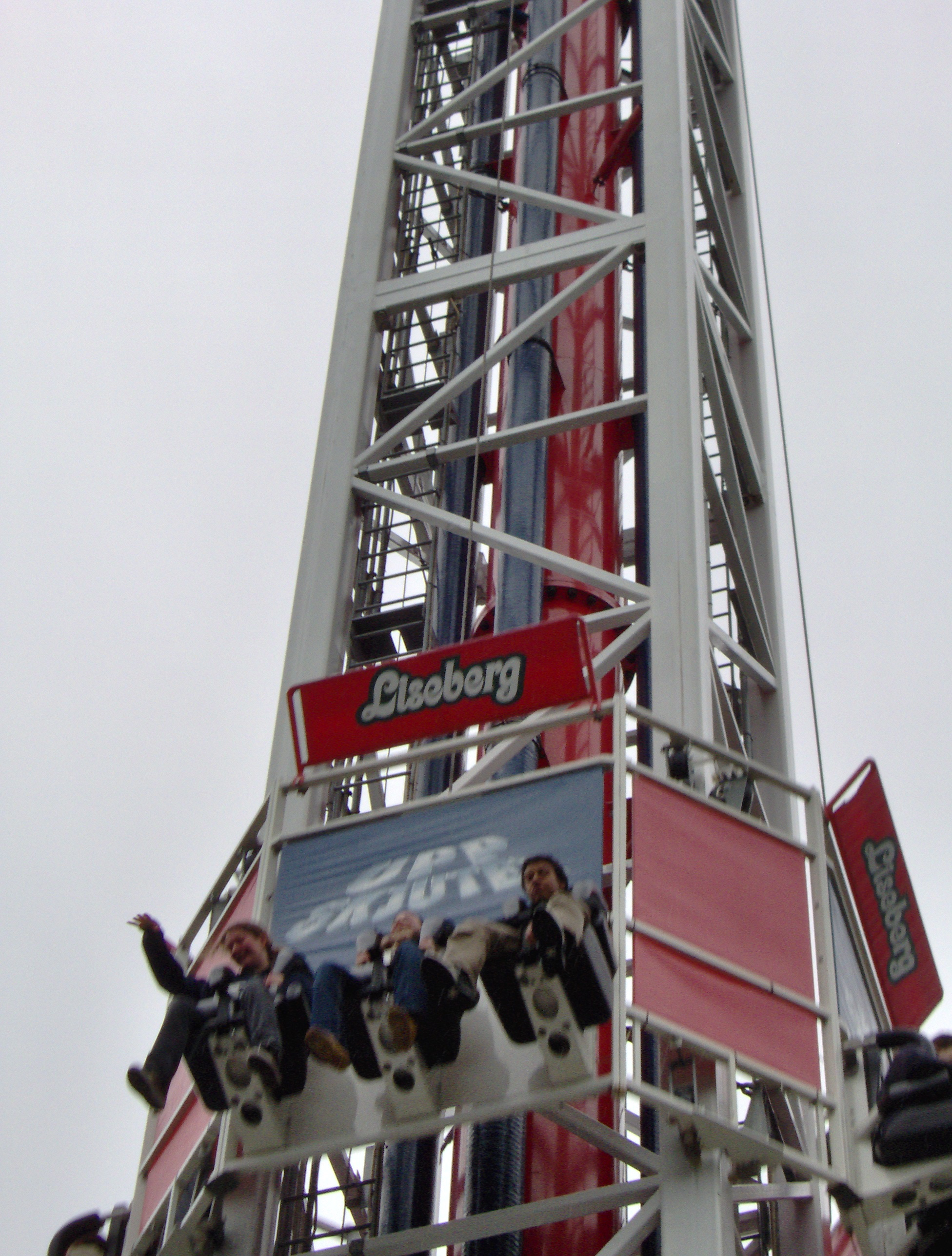
april 2006
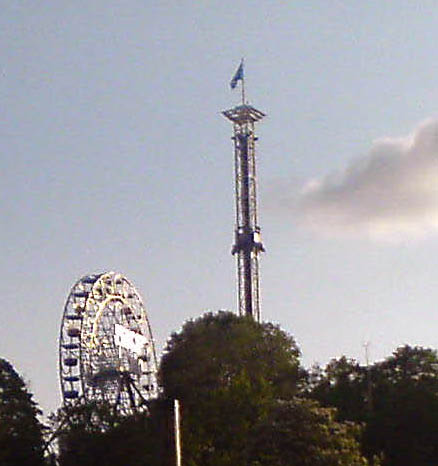
maj 2007
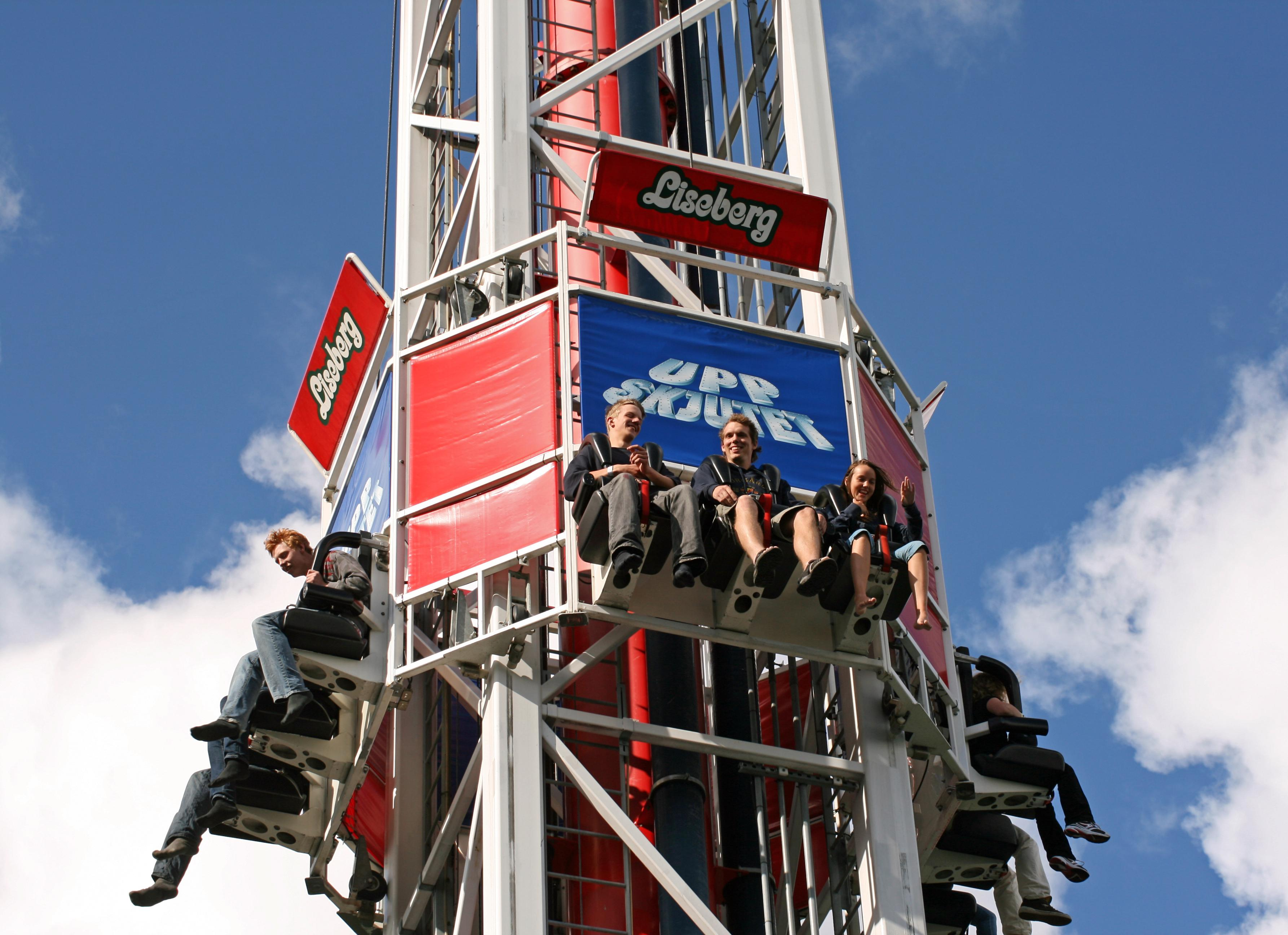
juli 2008
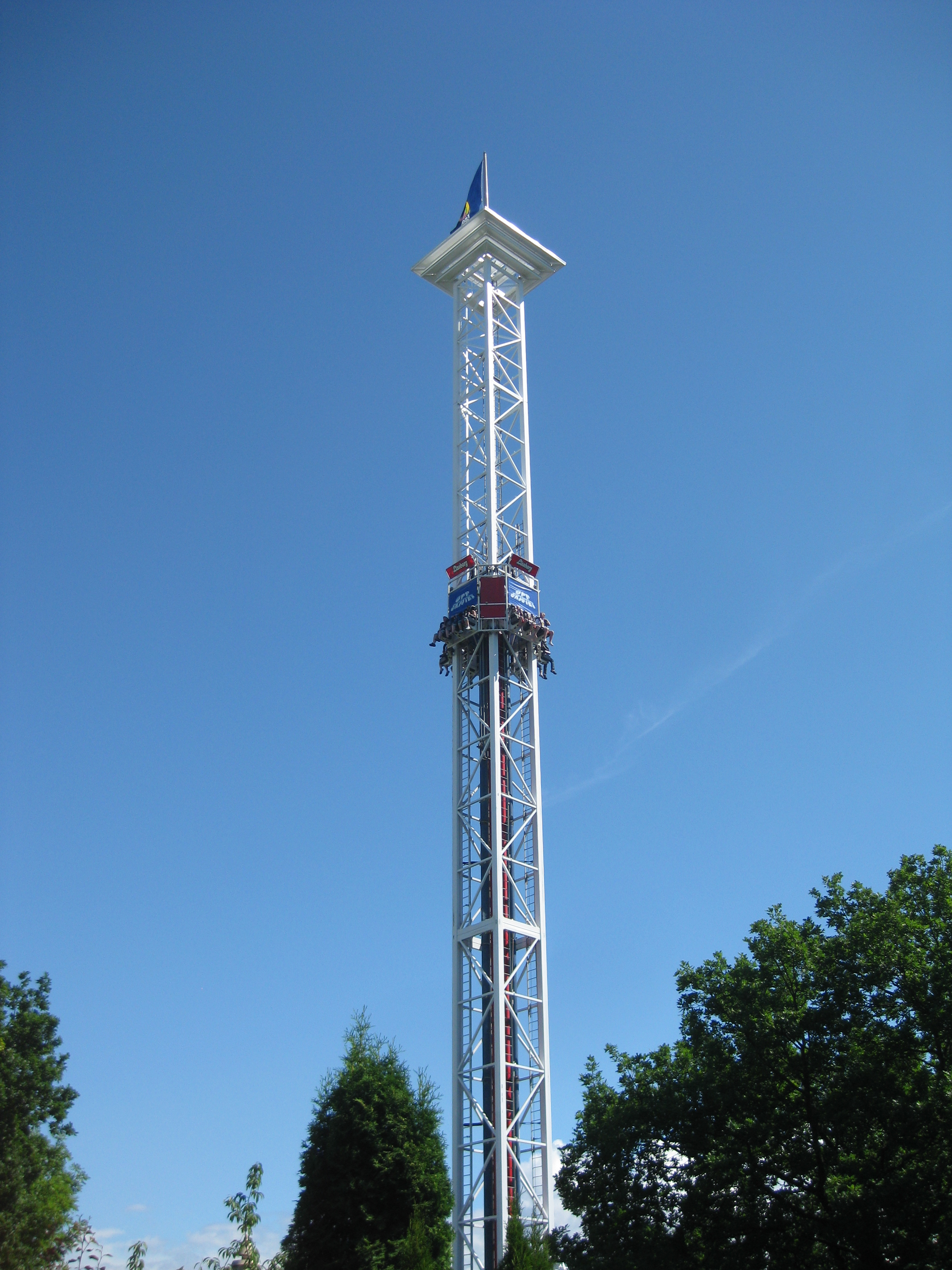
juni 2012

### Video
|  |  |  |
|  |  |  |